# Nike Cajun

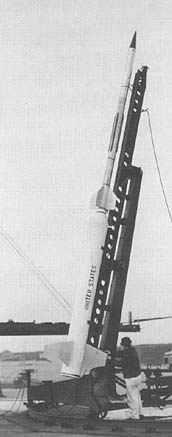
Nike Cajun

Die Nike Cajun war eine zweistufige Höhenforschungsrakete. Sie wurde 714 mal zwischen 1956 und 1976 gestartet und war die am häufigsten verwendete Höhenforschungsrakete der westlichen Welt.
Die Nike Cajun hatte eine Startmasse von 698 kg, eine Nutzlast von 23 kg, einen Startschub von 246 kN und eine Gipfelhöhe von 120 km. Die Nike Cajun hatte einen Durchmesser von 42 cm und eine Länge von 7,70 m. Die Brennzeit der Nike-Stufe betrug 3 Sekunden, die der Cajun-Stufe 2,8 Sekunden. Die Höchstgeschwindigkeit der Nike Cajun war 6760 km/h.